# Jean-Marie Happart
Pour les articles homonymes, voir Happart.
Jean-Marie D. Happart, né le 14 mars 1947 à Herstal est un homme politique belge wallon, membre du PS. Il est le frère jumeau de José Happart.
Il est diplômé en technique agricole et en arboriculture fruitière et agriculteur.
Il fut attaché de cabinet à la Région wallonne (82-85).

## Distinctions
- Commandeur de l'ordre de Léopold (2003)
- Medal of the Baltic Assembly (2004)

## Fonctions politiques
- 1985-1991 : membre de la Chambre des représentants
- 1985-1991 : membre du Conseil régional wallon 
  - membre du Conseil de la Communauté française
- 1991-1995 : sénateur coopté
- 1995-2007 : sénateur élu direct 
  - vice-président du Sénat (99-2003)
  - questeur du Sénat (2003-04)